# Дама в чёрном (картина Ренуара)
«Дама в чёрном» («Портрет дамы в чёрном») — картина Пьера Огюста Ренуара, написанная в 1876 году.
В этой картине представлен типичный образ «ренуаровской женщины»; виртуозные цветовые решения, в особенности в исполнении черного платья, также становятся характерными для Ренуара и впоследствии достигают своего совершенства в картине «Зонтики». 
Имя модели неизвестно, есть несколько вариантов. По одной из версий, на портрете изображена госпожа Артманн (жена издателя нот); по другой версии, моделью послужила молодая натурщица с Монмартра по имени Анна (считается, что её же Ренуар изобразил на картине «Обнажённая», хранящейся в Пушкинском музее в Москве); также выдвигалась версия, что это Генриетта Хаузер, известная как Нана, послужившая прототипом для одноимённого романа Эмиля Золя и моделью для картины Эдуарда Мане.
Главный научный сотрудник Отдела западноевропейского изобразительного искусства Государственного Эрмитажа, доктор искусствоведения А. Г. Костеневич в своём очерке французского искусства XIX — начала XX века отмечал, описывая картину:

Кто бы ни была эта женщина, для нас картина остаётся не столько физиономической и тем более психологической характеристикой, сколько живописным откровением, возникшим во славу красоты чёрного цвета. чёрное платье дамы отличается редкостным богатством нюансов. Лишь тени заключают чистый чёрный цвет. Всё остальное — переходящие друг в друга тончайшие градации серого, от приближающегося к чёрному до серебристого.

Картина была приобретена в начале 1900-х годов московским купцом и коллекционером Сергеем Щукиным; после Октябрьской революции его собрание было национализировано, и эта картина среди прочих оказалась в Государственном музее нового западного искусства, а после расформирования музея в 1948 году была передана в Государственный Эрмитаж. С конца 2014 года выставляется в Галерее памяти Сергея Щукина и братьев Морозовых в здании Главного штаба (зал 407).